# Пам'ятник Тарасові Шевченку (Тулуза)
Пам'ятник Тарасові Шевченку в Тулузі — пам'ятник українському поетові, письменнику і художнику Тарасові Григоровичу Шевченку в місті Тулуза, Франція.

## Опис

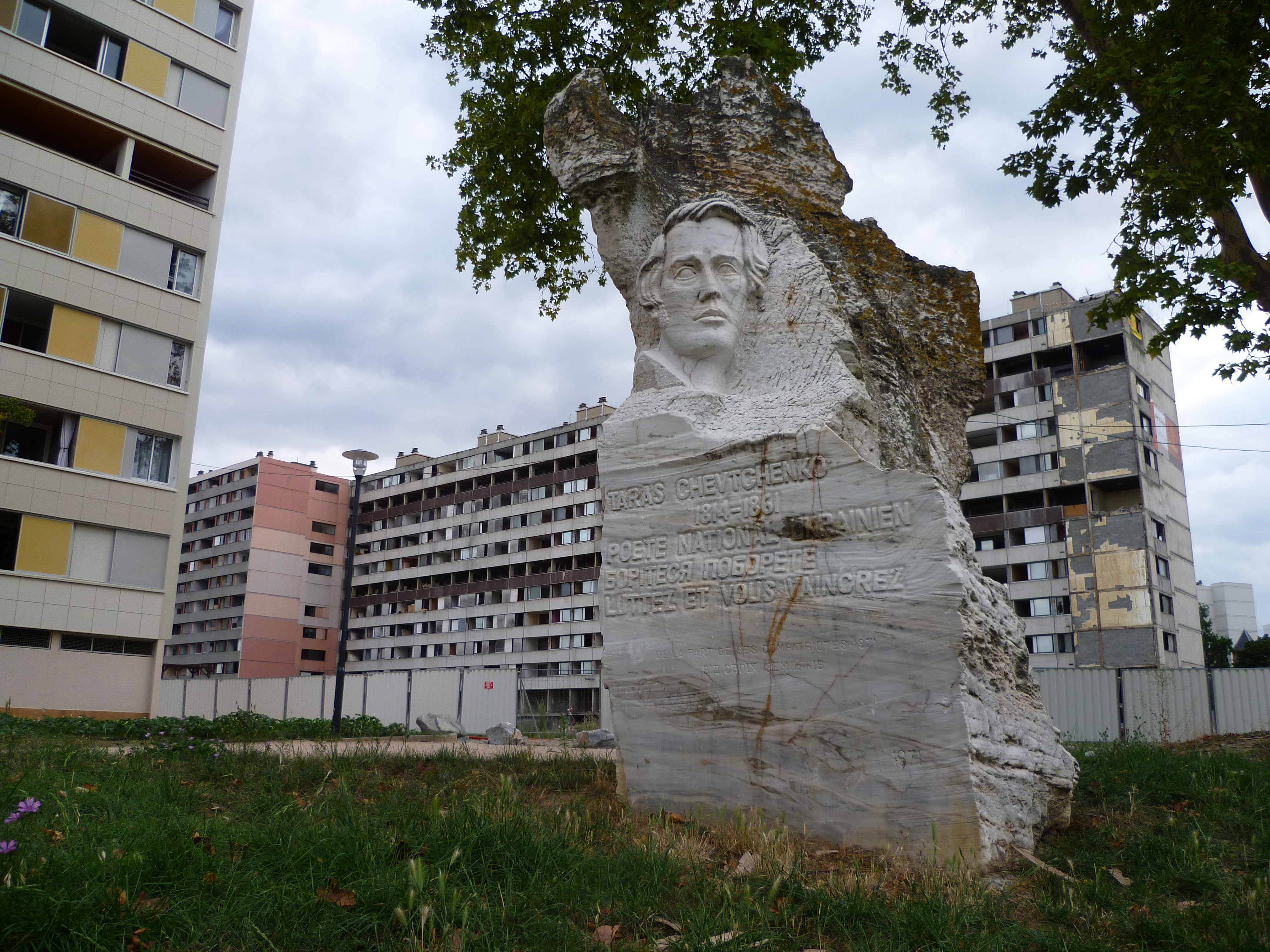
Первісне розташування пам'ятника

Пам'ятник відкритий 5 травня 1971 року в районі Бельфонтен Тулузи, міста-побратима Києва. Він став першим пам'ятником українському поетові у Західній Європі. Автор — французький архітектор та скульптор Антуан Алас. Пам'ятник являє собою брилу білого мармуру. На одній обробленій стороні висічено барельєф із зображенням поета та напис:
TARAS CHEVTCHENKO
1814—1861
POETE NATIONAL UKRAINIEN
БОРІТЕСЯ ПОБОРЕТЕ
LUTTEZ ET VOUS VAINCREZ
DE LA PART DE SES COMPATRIOTES — 1971

ВІД СВОЇХ ЗЕМЛЯКІВ
Восени 2022 року на прохання української громади міста пам'ятник був переміщений із житлового району у сад Компанс-Каффареллі (Японський сад П'єра Боді), до одного із входів по бульвару Ласкросес. У відкритті пам'ятника на новому місці 24 серпня, на День Незалежности України, брала участь українська громада та мер Тулузи Жан-Люк Муденк. Монумент став місцем збору українських асоціацій та проведення масових заходів.